# Oswald Ducrot
Oswald Ducrot, francoski jezikoslovec, * 27. november 1930 Pariz, † 8. junij 2024.
Po končanem študiju filozofije na École Normale Supérieure je poučeval filozofijo na več francoskih gimnazijah. Preden je leta 1973 postal vodja raziskav na EHESS (École des hautes études en sciences sociales), je bil raziskovalec na CNRS (Centre National de Recherces Scientifiques).
Sodeloval je s priznanim francoskim jezikoslovcem Andréjem Martinetom kot tudi z Jean-Claudom Anscombrom, s katerim sta utemeljila teorijo argumentacije ne samo v govoru, ampak tudi na nivoju jezika kot sistema.
Predaval je na več priznanih svetovnih univerzah v Evropi, Severni, Južni in Srednji Ameriki, med drugim l. 1991 tudi na Inštitutu za humanistične študije Ljubljana. Predavanja, ki jih je uredil Igor Ž. Žagar, so izšla v knjigi Slovenian lectures/Conférences slovènes (1996).

## Splošni opis njegovega dela

### Vloga jezika in subjekta
Ducrot ovrže dva tradicionalna pojma lingvistike:
a)  Jezik po Ducrotu ni orodje za opis sveta, ne služi podajanju njegove podobe, ampak je »kraj« soočanja z drugimi, argumentativno torej prevladuje nad informativno vrednostjo jezika. Iz te ideje razvije teorijo argumentacije.
b)  Ducrot nastopa proti dogmi tradicionalne lingvistike in filozofije jezika o enotnosti subjekta (unicité du sujet); subjekt izjave ni enak subjektu izjavljanja. Na tej osnovi razvije teorijo polifonije.

### Deskriptivna semantika
Po Ducrotu jezik ne služi samo podajanju podobe sveta – njegova vloga je več kot samo informativna. Jezik je »kraj« soočanja z drugimi, izmenjava mnenj oz.  argumentov. Argumentativnost je vpisana v samo strukturo jezika in ni le ena od njegovih vlog oz. funkcij (gl. npr. 4 funkcije jezika, ki jih predlaga Karl Popper). Ducrot uvede pojem deskriptivne semantike in se usmeri v opazovanje stavčnih mehanizmov, ki tvorijo nekakšen skupek navodil za interpretacijo smisla stavčne manifestacije – izjav (diskurzivna navezava). Pri tem izhaja iz predpostavke idealnega diskurza: za smisel izjave je ključno njeno nadaljevanje, ki ga predlaga sama. Posamezna izjava je argument za naslednjo oz. sklep glede na predhodno izjavo: argumentacija je po Ducrotu osrednji diskurzivni postopek, »gradnik« smisla v verigi izjav.

### Razlika med stavkom in izjavo
Za razumevanje Ducrotove teorije, je ključna njegova definicija stavka in izjave.
Stavek je po Ducrotu abstraktna, shematična konstrukcija, podlaga izjav. Je stvar jezika (kot Saussure: langue). Izjave pa so vselej konkretne, realizirane v govoru. Vsaka izjava je neponovljiva in je proizvod konkretnega in posameznega dejanja izjavljanja.
Na osnovi razločitve med stavkom in izjavo Ducrot loči med pomenom (sens) in smislom (signification): kadar semantično opredeljujemo stavek, govorimo o njegovem »pomenu«, besedo »smisel« pa prihranimo za semantično opredelitev izjave. Pri tem Ducrot vpelje pomembno razliko od tradicionalnih jezikoslovcev: smisel namreč ni seštevek pomena in konteksta, ampak je napotek, skupek navodil, ki pomagajo razumeti smisel izjave, torej realizacije stavka.

PRIMER:
Izjava: 
(I): Ura je osem.
Iz te izjave sledi nadaljevanje oz. sklep (ker ne poznamo konteksta, lahko predvidevamo več možnosti): 
(I1) Pohiti!/ (I2) Umij si zobe!/ (I3) Vzemi si čas!/ (I4) Prižgi radio!
Če pa je izjava (I) opredeljena bolj natančno (npr. z uporabo členkov), so možni sklepi omejeni: 
I': Ura je šele osem. Sklep: I3 ali I4.
I: Ura je že osem. Sklep: I1 ali I2.
Na tem primeru lahko vidimo, da je »realnost« izjave (pomen stavka) to, da je ura osem, relativen, odvisen od zornega kota, ki se vzpostavlja skozi uporabo – v tem primeru členkov – šele, že. Z informativnega vidika je torej pomembno »le« dejstvo, in sicer to, da je ura osem. Z argumentativnega vidika pa se smisel izjave konstituira ob t. i. argumentativnih veznikih oz. operaterijh (v danem primeru členkov šele in že), ki opredeljujejo kontekst, usmerjajo sklep oz. podajajo navodila, na osnovi katerih sklepamo.

PRIMER:
Kontekst 1: Ura je šele osem. Na zabavi moram biti ob desetih zvečer. Torej imam še dve uri časa, da se uredim.
Kontekst 2: Ura je že osem. Na zabavi moram biti ob pol devetih. Torej imam le pol ure časa, da se uredim. 
Na osnovi predstavljenega primera lahko vidimo, da se nam ponujajo različne argumentativne usmeritve že znotraj ene same izjave – Ducrot na osnovi te ugotovitve razvije teorijo polifonije. 
Iz primera lahko vidimo tudi, da argumentacija ni vsebinske narave, ampak se vpisuje v sam jezik (njegovo strukturo), kar se sklada z Ducrotovo predpostavko, da je jezik več kot samo orodje za opis sveta (informativnost).
Tako Ducrot nastopa proti veritativni semantiki, saj pravi, da govorne dejavnosti ni mogoče meriti s kriterji resničnosti/neresničnosti. Vsaka izjava je intersubjektivna (neidentičnost med subjektom izjave in subjektom izjavljanja, v Ducrotovi terminologiji: govorec in izjavljalec). Ducrot se tako oddalji od anglo-ameriških lingivstov, ki so vplival nanj na začetku njegove akademske poti (predvsem John Langshaw Austin) in razvije kritiko konceptov performativa, ilokucije (iluzija o »realizmu ilokucije« /npr. »Razglašam vaju za moža in ženo.«/).
Ducrot trdi, da (samo) z izrekanjem ne spremenimo realnosti, ilokucijska moč je namreč v veri v njeno juridično moč. Ko izrekamo torej ni nujno, da se izjava zares udejanji oz. da pride do dejanja, ki bo pustilo posledico oz. spremenilo realnost. Izjavljanje je le nekakšen prisilni element/moment v okviru diskurzivnega univerzuma. Nov opis ilokucijskega akta omogoči Ducrotu, da razvije teorijo polifonije.

## Teorija argumentacije
Ducrot loči razvoj svoje teorije argumentacije štiri stopnje: krepko informativistično teorijo, šibko informativistično teorijo, šibko verzijo argumentacije v jeziku in krepko verzijo argumentacije v jeziku. Tukaj se opiramo na zadnjo verzijo, ki jo je Ducrot razvil sredi devetdesetih let in jo predstavil tudi na predavanjih v Sloveniji. 

### Krepka verzija argumentacije
Ducrot s to teorijo raziskuje argumentativni potencial jezika kot sistema in pokaže, da so v jezik kot sistem že vpisane določene argumentativne lastnosti. Argumentacija ne temelji na dejstvih ali logični dedukciji, ampak je vpisana v t. i. argumentativne operatorje (nekateri vezniki, členki in prislovi). V zadnji fazi Ducrot utemelji argumentacijo na toposih kot neki (jezikovni) skupnosti skupnih, splošnih in stopnjevalnih struktur.
Izhodišče teorije argumentacije v jeziku je hipoteza, da nekateri segmenti diskurza vsebujejo argumentativno moč, ki naslovnika nujno vodijo do določenega zaključka. Ta se lahko kaže kot določitev ali vsaj omejitev možnega nadaljevanja diskurza ali pa v širšem smislu kot izgradnja same govorne situacije, v kateri se odvija nek diskurz.

### »Tradicionalno«o argumentaciji
Tradicionalno se je namreč opazovanje postopka argumentacije koncentriralo predvsem na primere, ko je nek govoreči subjekt neko izjavo A postavil kot argument za neko drugo izjavo S. Ta elementarni primer bi lahko zapisali kot »A, torej S«. Po Ducrotu sta bili za tako argumentacijo potrebni dve predpostavki. Nujno je bilo, da se izjava, ki nastopa kot argument, nanaša na neko dejstvo D, kar pomeni, da jo lahko imamo za resnično ali neresnično – ne glede na to, ali iz nje želimo sklepati na S ali ne. Poleg tega pa mora imeti to isto dejstvo D lastnost, da implicira resničnost oziroma veljavnost in možnost sklepa S, da torej podpira sklep S.

### Primer k Ducrotovi teoriji argumentacije
A: Peter je malo delal. (Pierre a peu travaillé.)
B: Peter je malce ('nekoliko') delal. (Pierre a un peu travaillé.)
Ko v dani situaciji izjavimo ali (A) ali (B), imamo lahko v obeh primerih v mislih popolnoma enako količino časa ali opravljenega dela. Resničnostni vrednosti (A) in (B) sta torej lahko identični: če je resnična ena, je tudi druga. Po klasični koncepciji bi torej ti dve izjavi kot argumenta morali napeljevati na isti sklep S. Vendar pa ni tako. Izjava (A) lahko nastopa kot dober argument samo za nadaljevanje tipa »Ne more biti utrujen«, nasprotno pa izjava (B) nima take argumentativne usmerjenosti, saj bi bilo možno nadaljevanje naslednje: »Biti mora kar utrujen«. Dve izjavi torej vodita v povsem nasprotni smeri oziroma v nasprotna smisla, čeprav lahko merita na enako dejanskost. Argumentacija torej v tem primeru ne poteka na osnovi dejstev, ki jih prikazujejo sami argumenti, ampak se njena moč nahaja drugod.
Ducrot zaključuje, da argumentacijo neposredno določa sam stavek, ne pa dejstvo, ki ga prinaša njegova izjava. 
(c) Ura je osem.
(č) Ura je šele osem.
Če nekdo izreče izjavo (c), potem je naravno pričakovati navezavo tipa »Zgodaj je še, ne mudi se, vzemi si čas«. Prav tako pa je mogoče nadaljevati v obratno smer, na primer »Pozno je, pohiti, nimava več časa«. Vidimo torej, da je izjava »Ura je osem« argumentativno usmerjena proti dvema diametralno nasprotnima sklepoma. Če pa nekdo izreče (č), je situacija precej drugačna. Težko bi si predstavljali – razen v iro- niji, ki deluje ravno na argumentativno sprevrženih izjavah – da bi nekdo lahko tvo- ril naslednjo sekvenco izjav: »Ura je šele osem. Pozno je, pohiteti moraš!« Mogoča se zdi samo navezava »Ura je šele osem. Zgodaj je še«.
Zveza med izjavo-argumentom in izjavo-sklepom torej ni prisotna v dejstvih in zvezah med njimi, kot je to razlagala tradicionalna koncepcija argumentacije, ampak v argumentativno možnih izrazih, ki jih Ducrot imenuje argumentativni operatorji. V slovenščini lahko to vlogo poleg zgoraj opisanih opravljajo npr. členki skoraj, vsaj, celo, kmalu, nekateri vezniki in tudi prislovi kot malo, zelo, precej in drugi.

### Radikalni argumentativizem: TOPOS oz. TOPOI
Fazi Ducrotovega proučevanja argumentacije, po kateri argumentacija temelji v samem jeziku oziroma v argumentativnih operatorjih, je sledila nova, kritična faza t. i. radikalnega argumentativizma. Vprašanje, ki si ga na tem mestu zastavi Ducrot, je naslednje: »Ali imamo pravico trditi, da izjavi P – »Peter je malce delal« – in P' – »Peter je malo delal« – ne moreta imeti natanko istih sklepov, kar se sicer postavlja kot kriterij umestitve argumentacije v jezikovno strukturo?«
Nek hipotetični sklep, ki pa je hkrati še kako realen, na primer »Peter bo opravil izpit«, je mogoče navezati tako na izjavo iz P kot na izjavo iz P'. Vse je odvisno od tega, kaj se nam v danem trenutku kaže kot najboljši razlog za uspeh: če menimo, da bo do uspeha privedlo delo, potem argumentiramo z izjavo P, če pa nasprotno mislimo, da je delo le ovira pri njegovem izpitu – recimo, ker ga spravlja ob živce, ker je utrudljivo itd. – potem lahko brez težav uporabimo argument iz P'.
Argumentativne usmeritve izjave k nekemu določenemu sklepu ali tipu sklepov ne moremo razložiti s samo stavčno strukturo takih izjav, zato Ducrot sklepa, da ta usmeritev temelji na nekem navadno neizrečenem principu, po katerem določeno izjavo in določen sklep postavimo v medsebojno zvezo. To načelo oziroma argumentativni princip avtor imenuje topos – »kraj srečanja« med argumentom in sklepom ter med govorcem in naslovnikom. Pripiše mu naslednje lastnosti:
1.	univerzalnost: Topos kot načelo interpretacije priznavata (vsaj) govorec in naslovljenec znotraj neke diskurzivne situacije: »Toplo je, pojdimo se kopat. → Če je toplo, se je prijetno kopati«.
2.	splošnost: Topos kot načelo velja v vsaki situaciji, ne le v konkretni: »V toplem vremenu je vedno lepo, ne samo, ko se kopam«.
3.	stopnjevanost: Toposi poskrbijo za »premo sorazmerje« med dvema stopnjama: »bolj je toplo, prijetneje se je kopati« in »manj, ko je toplo, manj prijetno se je kopati«.
Argumentacija je torej navzoča že v samem izhodiščnem stavku, in sicer v obliki toposov, ki konstituirajo pomen predikatov. Topos je zato neka skupna oblika verovanj, prepričanj, sodb in predsodkov, ki tvorijo množico predikatov nekega jezika – torej konstituirajo njihov pomen. Vsak možen predikat, ki ga v neki poljubni govorni sekvenci izgovori pripadnik neke skupnosti, zato mobilizira nezavedna verovanja, ki so ostalim članom te skupnosti bolj ali manj skupna in splošna.
Pri tem Ducrot opozori na razliko od Aristotelovega pojma topos, ki je argumentativna shema, ki dialektiku ali retoriku omogoča konstrukcijo argumenta za dani sklep. Aristotel pravi, da naj bi namreč obstajali dve vrsti topoi: splošni ali skupni topoi, primerni, da jih uporabimo povsod in kjerkoli, ne glede na situacijo, in posebni topoi, ki so v svoji uporabnosti omejeni na različne znanosti, področja znanja, strokovnosti, mnenja, razmere itd.

### Podmena, predpostavka, implicirano
Ducrot je vzpostavil razliko med predpostavko in podmeno govornega dejanja. Predpostavka je zanj sestavni del govornega dejanja, odgovornost zanjo pa pripada govorcu. Podmena je mesto vpisa naslovnika v izjavo; naslovnik je namreč tisti, ki prevzema odgovornost zanjo in jo mora izpeljati iz tega, kar je bilo rečeno. Podmena torej zadeva način, kako mora naslovnik odkodirati pomen izrečenega, predpostavka pa se sklicuje na privzeta dejstva o svetu. 

## Polifonija
Ducrot ovrže enega temeljnih pojmov tradicionalne lingvistike, namreč enotnost govorca (l'unité du sujet). Pri tem se opira predvsem na teorijo polifonije ruskega filozofa Mihaila Bahtina. Bahtin je o polifoniji govoril predvsem v sferi literature, Ducrot pa jo prenese v sfero lingvistike. Podobno kot Bahtin govori o »smislu« besede v romanu, poeziji ipd. (kot križanju oz. soočenju več glasov, ki izražajo različna stališča – avtorja in lika oz. likov), opisuje Ducrot smisel izjave kot križanje oz. soočenje več glasov. Govorec torej ni avtor, tvorec izjave, vir njenega smisla, saj ne more v sebi hkrati združevati vseh različnih idej, ki se kažejo v eni izjavi. Zato Ducrot izdela t. i. tipologijo subjektivnih instanc in loči:
a)	Govoreči subjekt (GS) – produceur émpirique: je empirično svetno bitje, producent oz. avtor izjave in v stavčni strukturi (stavku) nima ne označevalca, torej ga noben »jaz« ali uporaba prvoosebnih oblik (npr. gledam, trdim, mislim itd.) ne označujejo; obstaja toliko, v kolikor se priliči govorcu in izjavljalcu, vendar priličenje nikdar popolno, GS vedno pusti sled. 

PRIMER:
Ducrot največkrat navede naslednji situacijo: šola pripravlja športni dan. Učenec prinese staršem v podpis pisno privoljenje. Na listu po navadi piše: »Svojemu sinu/hčerki dovoljujem udeležbo na športnem dnevu«. Na dnu lista je navadno črta, nad katero piše »Podpis«. Ducrot se vpraša, ko se eden od staršev podpiše, je res on avtor izjave? Teksta namreč ni »proizvedel« (natipkal, zapisal, narekoval, govoril ipd.) sam: je avtor torej učiteljica, ki je naročila potrdilo, tajnica, ki ga je natipkala, ravnateljica, ki ga zahteva ali ministrstvo, ki je zahtevo podalo?
Da bi lahko razložili podobne zagate, Ducrot uvede pojma govorca in izjavljalca, ki sta diskurzivna lika – vloge, vpisane v semantično strukturo izjave:
b)	Govorec – locuteur: diskurzivni element, ki si sam pripisuje odgovornost za svoje izjavljanje.
c)	Izjavljalec(i) – énonciateur: lik(i), ki jih vzpostavlja govorec in so predstavljeni kot vir gledišč, izraženih v izjavljanju oz. kot izvrševalci ilokucijskih aktov.
Ducrot poda nekaj primerov: gledališka metafora, zanikanje, ironija, uporaba različnih prislovov (npr. toujours - vedno), veznik (mais – ampak, torej) ipd. Na tem mestu bomo razložili dva.

PRIMER 1: gledališka metafora
Uprizoritev dramskega teksta A. Camusa, Kaligula (tekst: 1938, uprizoritev: SNG Drama Ljubljana, november 2013).
Govoreči subjekt – igralec (comédien): tisti ki govori (fizično izreka – fizični nosilec glasu), npr. slovenski igralec Marko Mandić v vlogi Kaligule.
Avtor – ki je ustvaril besedo (npr. dramatik), npr. francoski dramatik Albert Camus, avtor dramskega besedila Kaligula.
Govorec – igralec (akter): ki izreka znotraj vloge, npr. Kaligula (nosilec »enega« stališča in gledišča).
Izjavljalec(i) – lik(i), ki izrekajo znotraj dramskega teksta, npr. Scipio, Kesonija, Kereja itd., skozi katere avtor izraža še druga stališča in gledišča.

PRIMER 2: zanikanje
A: Janez ne bo prišel.
V govorčevi izjavi A Ducrot najde najmanj dva različna izjavljalca:
A1: Janez bo prišel.
A2: nasprotuje A1. 
V ozadju izjave A lahko konstruiramo – predpostavimo mini dialog več izjavljalcev. Večina nikalnih izjav po Ducrotu predstavlja trčenje dveh nasprotnih stališč: trdilnega, ki ga pripisujemo izjavljalcu A1 in drugega, ki prvemu oporeka in ga pripišemo izjavljalcu A2. 
Pozor! Govorec A in izjavljalca A1 in A2 seveda niso žive osebe, ampak so diskurzivne strukture, nosilci različnih perspektiv in gledišč, služijo kot teoretične in analitične entitete, ki pomagajo rekonstruirati argumentativni tok.
Ducrot primer zanikanja razvija in poglablja, v zadnji fazi loči tri tipe zanikanja: metajezikovno, polemično in deskriptivno (podrobneje o tem v slovenskem prevodu Jelice Šumič-Riha, v zborniku Izrekanje in izrečeno, 1988, str. 214−217).

Polifonična teorija smisla je torej opis izjavljanja, v katerega sta vključena govorec kot tisti, ki je odgovoren za izjavljanje in izjavljalec kot tisti, čigar gledišče je izraženo. Izjavljanje je izražanje oz. kazanje različnih gledišč, ne pa poročanje o glediščih oz. njihovo omenjanje. Gledišča ne moremo razčleniti na subjektivni in objektivni element (dictum in modus) – subjektivno nastopa kot specifična organizacija objektivnega. 
Teorijo polifonije lahko opišemo kot semantično (njen cilj je opisati smisel izjave), diskurzivno (smisel je produkt diskurza), strukturalistično (izhaja iz strukturalističnega razumevanja) in institucionalno (predlaga »institucije« - pojme za razumevanje in interpretacijo izjave) (povzeto po H. Nølke et M. Olsen, « Polyphonie, théorie et terminologie », Polyphonie, linguistique et littéraire, n°2, septembre 2000). 
Pomembno je omeniti tudi razliko z drugimi teorijami polifonije, npr. že omenjenim Bahtinom, ki teorijo polifonije razvije predvsem na področju literature in uvede pojme kot so karnevalizacija, maske; ukvarja se z odnosom avtor – junak in Ballyjem, ki v kontekstu svoje teorije polifonije uvaja pojme kot so modalni subjekt – izjavljalec vs. komunicirajoči subjekt – govorec.